# Federalismo nel Regno Unito

Le proposte di federazione possono comportare la concessione di autonomia alle nazioni del Regno Unito: Scozia (blu), Inghilterra (rosso), Galles (verde) e Irlanda del Nord (giallo)

Il federalismo nel Regno Unito (detto anche Regno Unito federale o Federazione britannica) si riferisce all'idea di riforma costituzionale per l'attuazione di una divisione dei poteri legislativi tra due o più livelli di governo, per cui la sovranità viene decentralizzata tra governo centrale e autogoverno in un sistema federale.
Il Regno Unito è una monarchia costituzionale governata con sistema parlamentare e comprende le nazioni britanniche Scozia, Inghilterra, Galles e Irlanda del Nord. Il Regno Unito opera un sistema di devoluzione del potere dal Parlamento britannico e Primo ministro alle legislature devolute del Parlamento scozzese, del Parlamento gallese e dell'Assemblea dell'Irlanda del Nord con i propri rispettivi Capi ministri. In Inghilterra, solo la Grande Londra, le autorità combinate e le contee della Cornovaglia e dello Yorkshire, hanno attualmente diversi gradi di devoluzione dei poteri. Ci sono state proposte di devoluzione dei poteri per tutta l'Inghilterra tramite parlamento o più assemblee regionali.
Rispetto all'attuale sistema di devoluzione, in un sistema federale l'autonomia così come i poteri devoluti sarebbero considerati costituzionalmente sanciti e tutelati, richiedendo più di un mero "Atto di Parlamento" per modificare o revocare poteri. L'autonomia potrebbe essere applicata in modo uniforme tramite federalismo simmetrico in tutto il Regno Unito, rispetto agli asimmetrici livelli di devoluzione attuali. Lo "Scotland Act 2016" e il "Wales Act 2017" hanno reso il Parlamento scozzese e gallese parti permanenti della Costituzione britannica, richiedendo un referendum in ogni rispettiva nazione costitutiva per rimuovere le legislature, sebbene il Parlamento del Regno Unito mantenga comunque il diritto sovrano di adeguare i poteri devoluti.
Il federalismo fu proposto la prima volta alla fine del XIX secolo per rispondere alle crescenti richieste del movimento "Irish Home Rule" (lett. "Autogoverno Irlandese"), ovvero la concessione di autonomia all'Irlanda all'interno del Regno Unito di Gran Bretagna e Irlanda. Le proposte fallirono e il Trattato anglo-irlandese istituì invece lo Stato Libero d'Irlanda. A seguito del sistema di devoluzione del potere stabilito alla fine del XX secolo, alcuni hanno proposto che venga effettuata una transizione effettiva verso una federazione o confederazione di Stati, come sforzo degli unionisti per combattere l'indipendentismo.